# Rhophitulus politus
Rhophitulus politus is een vliesvleugelig insect uit de familie Andrenidae. De wetenschappelijke naam van de soort is voor het eerst geldig gepubliceerd in 1998 door Schlindwein & Moure.